# Albaching
Albaching település Németországban, azon belül Bajorországban. Lakosainak száma 1780 fő (2023. december 31.). Albaching Steinhöring és Edling községekkel határos.

## Népesség
A település népessége az elmúlt években az alábbi módon változott:
| Lakosok száma | 465  | 569  | 1648 | 1657 | 1729 | 1714 | 1733 | 1757 | 1775 | 1780 |
|               | 1875 | 1925 | 2011 | 2012 | 2014 | 2015 | 2017 | 2019 | 2022 | 2023 |